# برونزیت
برونزیت (به انگلیسی: Bronzite) با فرمول شیمیایی (MgFe)2 [Si2O6] از مجموعه کانی هاست و از رنگ برنزی که شاخص آن است اخذ شده‌است. به سختی در HCl حل می‌شود. MgO:40.16% SiO۲:۵۹٫۸۴٪ برای اولین بار در آلمان غربی کشف شد و از نظر شکل بلور: منشوری، رنگ: قهوه‌ای - برنزی - خاکستری سبز، شفافیت: غیر شفاف - نیمه کدر، شکستگی: نامنظم، جلا: شیشه‌ای - صدفی - فلزی، رخ: ضعیف، سیستم تبلور: ارترومبیک و در رده‌بندی سیلیکات است همچنین خاصیت مغناطیسی ندارد و منشأ تشکیل آن ماگمایی - متئوریت‌ها است.
همایند کانی‌شناسی (پارانژ) آن واکنش‌های شیمیایی و اشعه Xانستاتیت - هیپرستن- سرپانتین- مگنتیت- کرومیت- آنستاتیت- اولیوین است
، از نظر ژیزمان بلوری ناقص - آگرگات دانه‌ای - توده‌ای - شعاعی کمیاب است و بیشتر در آلمان غربی، اطریش، آفریقای جنوبی، روسیه، سوئیس، انگلستان، سوئد و ایتالیا یافت می‌شود.